# Le Sceptre d'Ottokar
Vous lisez un « article de qualité » labellisé en 2021.
Pour les articles homonymes, voir Ottokar.
Le Sceptre d'Ottokar est le huitième album de la série de bande dessinée Les Aventures de Tintin, créée par le dessinateur belge Hergé. L'histoire est d'abord pré-publiée en noir et blanc du 4 août 1938 au 10 août 1939 dans les pages du Petit Vingtième, supplément hebdomadaire du journal Le Vingtième Siècle, avant d'être éditée en album aux éditions Casterman. La première version en couleur du récit, pour laquelle Hergé reçoit la collaboration d'Edgar P. Jacobs pour la colorisation et les décors, est imprimée en 1947. Cette aventure est également la première de la série à paraître au Royaume-Uni, en Allemagne, en Espagne et en Italie.
Comme il l'avait fait pour L'Oreille cassée, Hergé crée un pays imaginaire pour en faire le théâtre de son intrigue : la Syldavie, petite monarchie de la péninsule balkanique, est menacée d'annexion par la Bordurie voisine, elle aussi fictive. Découvrant le complot qui se trame, Tintin cherche à en avertir le roi, avant de partir à la recherche de son sceptre qui a été volé et sans lequel il ne peut régner.
Le contexte géopolitique européen de la fin des années 1930 influence fortement la création du Sceptre d'Ottokar, considéré comme un des albums les plus politiques de la collection. Le récit, dont les premières planches paraissent quelques mois seulement après l'annexion de l'Autriche par l'Allemagne nazie, dénonce la montée des totalitarismes en Europe, mais il est également présenté comme une défense de la monarchie constitutionnelle belge, elle aussi menacée au tournant de la Seconde Guerre mondiale. Outre son inscription dans l'Histoire, l'album développe un certain nombre de thèmes philosophiques, comme la question de la légitimité et de la permanence du pouvoir, le dilemme moral ou encore la problématique de l'identité.
L'album marque la première apparition dans la série de la cantatrice Bianca Castafiore, tandis que les détectives Dupond et Dupont occupent une place plus importante que dans les précédentes aventures, faisant le plus souvent rire le lecteur à leurs dépens.
Le Sceptre d'Ottokar est salué pour la qualité de ses dessins, qui s'appuient sur une documentation très riche et détaillée. Hergé utilise de nombreuses références historiques, géographiques et culturelles des pays balkaniques et d'Europe centrale, mais aussi des monarchies belge et britannique, pour apporter à la Syldavie et à son récit un réalisme remarquable. Dans les années 2010 plusieurs planches originales de l'album alimentent le marché des enchères, établissant notamment des records de vente pour ce type de pièces.

## L'histoire

### Résumé

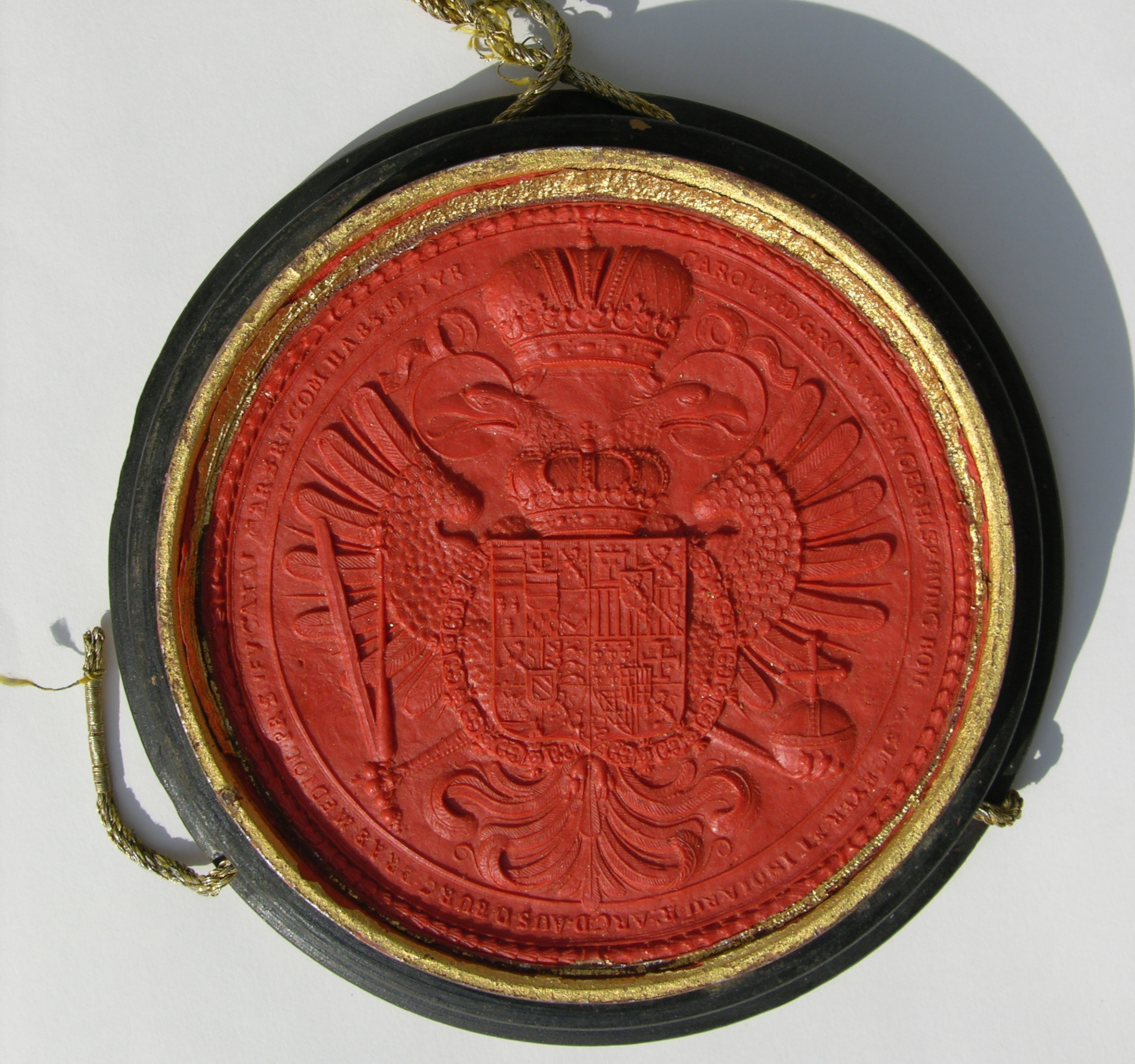
Un sceau.

Tintin trouve sur un banc public de Bruxelles une serviette oubliée. Il décide de la rendre à son propriétaire, le professeur Nestor Halambique, un sigillographe qui, après avoir découvert le sceau du roi Ottokar IV lors d'un congrès à Prague, doit se rendre en Syldavie pour y étudier d'autres sceaux,. En le quittant, Tintin découvre que le professeur est surveillé par des ressortissants syldaves. Il est lui-même repéré par ces individus et subit des intimidations, dont un attentat à la bombe qui échoue grâce à l'intervention involontaire des détectives Dupond et Dupont. Tintin décide alors d'accompagner le professeur Halambique en Syldavie, en qualité de secrétaire,.

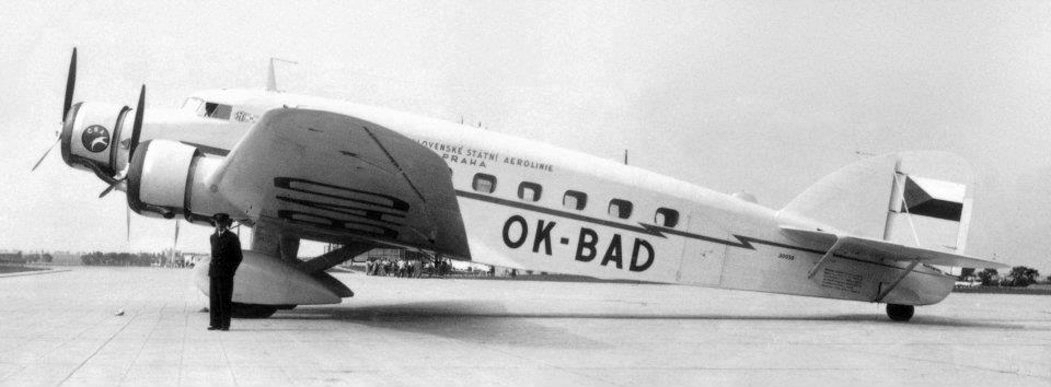
Un Savoia-Marchetti S.73 utilisé par Tintin de Bruxelles à Prague.

À la veille du départ, Tintin entend le professeur crier à l'aide lors de leur échange téléphonique. Il se précipite chez lui mais le retrouve en train de faire sa valise, comme si rien n'était. Le trajet en avion attise sa méfiance : le professeur ne fume plus et se montre capable de distinguer un troupeau de moutons à travers le hublot alors qu'il est myope. Lors d'une escale Tintin feint de tomber à la descente de l'avion pour décrocher la barbe de celui qu'il considère comme un imposteur, mais celle-ci est vraie. Il abandonne alors ses soupçons.
Tintin est pourtant éjecté de l'appareil qui survole la Syldavie, mais s'en tire sain et sauf en atterrissant dans une meule de foin. Pensant avoir découvert un complot de grande ampleur qui vise le roi Muskar XII en personne, Tintin se rend à la gendarmerie avant de prendre la route de Klow, la capitale. Le chemin est semé d'embûches : Tintin échappe de peu à un guet-apens tendu par les conjurés, parvient à s'évader et finalement arrive à Klow .
Sur place, il se rend au palais royal où il rencontre le colonel Boris, aide de camp du roi, qui s'avère être un membre de la conspiration et cherche lui aussi à empêcher Tintin de rencontrer le roi. Après une tentative infructueuse d'avertir le souverain, Tintin est arrêté. Un accident de la route lui permet néanmoins de s'échapper puis de retourner au palais où il rencontre enfin  le monarque. L'ayant averti du complot, Tintin se rend avec Sa Majesté jusqu'au château Kropow où est gardé le sceptre royal et où se trouve le professeur Halambique. Malgré la garde spéciale qui officie devant la salle du trésor, le sceptre est dérobé. La monarchie est en péril : si le roi se présente sans sceptre lors de la Saint Wladimir, qui se tient trois jours plus tard, il devra abdiquer. Avec l'aide des Dupondt, Tintin découvre que les conspirateurs ont utilisé un appareil photographique truqué, muni d'un ressort, pour lancer le sceptre à l'extérieur du château.
Tintin retrouve la trace des voleurs et les arrête juste avant qu'ils n'aient pu franchir la frontière bordure. La vraie nature du complot éclate : la Bordurie voisine prévoit d'envahir et d'annexer la Syldavie après l'abdication du roi,. Tintin s'empare d'un avion militaire bordure, est abattu par la DCA syldave, puis rejoint Klow à pied et restitue le sceptre, avec l'aide de Milou. Les complices sont arrêtés, notamment Alfred Halambique, le jumeau du vrai professeur, qui a usurpé l'identité de ce dernier, et le vrai Nestor Halambique est délivré. Reconnaissant, le roi Muskar XII décore Tintin de l'ordre du Pélican d'Or.

### Personnages

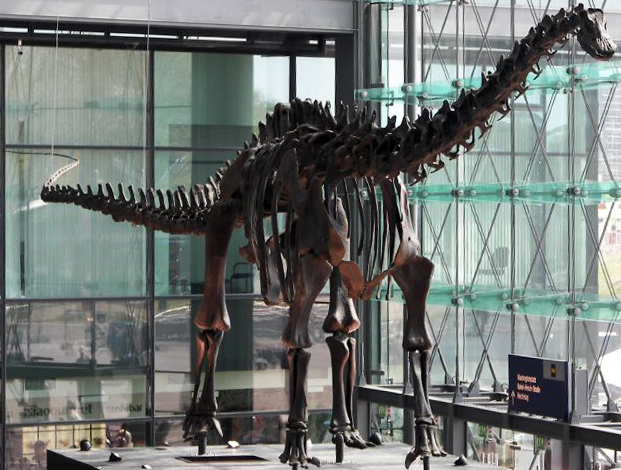
Moulage du squelette d'un diplodocus au Musée d'histoire naturelle de Berlin, semblable à celui de l'album.

Tintin est un jeune reporter au visage adolescent, neutre et impersonnel, bien que son âge soit inconnu. Il est seulement reconnaissable à la houppe qu'il porte sur la tête et à ses pantalons de golf. Il est accompagné de son chien Milou, qu'Hergé présente comme un fox-terrier à poil dur, dont la gourmandise et la curiosité sont caractéristiques, ce qui le conduit notamment à subtiliser un grand os de diplodocus dans le musée d'histoire naturelle de Klow. S'il est doté de la parole, il est cependant moins loquace que dans les premières aventures, et au fil des albums il devient « moins le complice de Tintin que son compagnon ». Sermonné par Tintin après le vol du musée, Milou se rattrape en rapportant au palais le sceptre que son maître avait égaré en route, ce qui fait de lui le véritable sauveur du trône.
Les détectives Dupond et Dupont, inséparables, sont facilement reconnaissables à leur chapeau melon et à leur costume noir. Seule la moustache permet de les différencier : celle de Dupond est taillée droite tandis que celle de Dupont est recourbée vers l'extérieur. Dans Le Sceptre d'Ottokar, ils tendent à devenir des personnages centraux de la série. De fait, ils sont très présents dans cette aventure où ils ne cessent de se ridiculiser, comme à leur habitude. Par leur maladresse, ils aident néanmoins Tintin à comprendre comment le vol du sceptre a pu se commettre et se lancent comme lui à la poursuite des bandits qui s'en sont emparés. L'album s'achève sur un des nombreux gags qui les mettent en scène : ils tombent à l'eau à leur descente de l'hydravion qu'ils prennent au retour en compagnie de Tintin. Apparus en 1932 pour Les Cigares du pharaon sous le nom d'agents X33 et X33bis, leur véritable patronyme est révélé aux lecteurs dans la première version du Sceptre d'Ottokar,.
Une autre paire de jumeaux tient une place centrale au cœur de cette aventure : les frères Nestor et Alfred Halambique. Nestor, sigillographe de métier, est l'élément déclencheur de l'intrigue : c'est en lui rapportant sa serviette que Tintin fait sa connaissance, avant de s'engager avec lui dans son voyage vers la Syldavie. Enlevé la veille du départ, il est séquestré dans une cave et dépouillé de ses papiers. Son frère jumeau Alfred usurpe son identité et c'est en fait lui qui accompagne Tintin en Syldavie. Il travaille pour le Zyldav Zentral Revolutzionär Komitzät (Z.Z.R.K., Comité central révolutionnaire syldave), son rôle étant de pénétrer dans la salle du trésor pour subtiliser le sceptre. Les jumeaux Halambique sont représentés avec une longue barbe blanche, reprenant le stéréotype de la figure du savant.
Une galerie de personnages syldaves intervient également au cours de l'album, au premier rang desquels le roi Muskar XII qui figure au centre d'un complot tramé par la Bordurie voisine pour le renverser et ainsi procéder à l'annexion du pays. Son aide de camp, le colonel Boris, est en réalité un traître et cherche à empêcher Tintin de rencontrer le roi. Ce personnage effectue son retour dans un autre album de la série, On a marché sur la Lune, où il tient un rôle majeur. Graphiquement, il est représenté avec « une coiffure minimale caractéristique du vilain, affichant le stéréotype du malfrat à la nuque rasée ».
Chef du parti La Garde d'Acier et du Z.Z.R.K., Müsstler est l'instigateur du complot. Si son nom est plusieurs fois cité, il n'est jamais représenté dans cette histoire, au contraire de nombreux autres complices, comme le photographe officiel de la cour, Czarlitz, les commandants de gendarmerie Wizskizsek et Sprbodj, un membre du Z.Z.R.K., Trovik, qui coordonne les actions des membres du complot et ordonne à plusieurs reprises de liquider Tintin, Sirov, chargé de l'exécuter, ainsi que plusieurs révolutionnaires syldaves résidant en Belgique, parmi lesquels Sporowitch, qui photographie Tintin à la sortie de l'appartement du professeur Halambique.
Enfin, la cantatrice Bianca Castafiore, l'un des personnages récurrents de la série, fait ici sa première apparition. Sa voiture prend Tintin en autostop tandis qu'il essaye d'échapper aux gendarmes syldaves. Elle interprète pour lui le célèbre Air des bijoux de Faust, opéra de Charles Gounod, avant de figurer sur scène dans la planche suivante. Lors de ce récital, Hergé l'habille en bourgeoise allemande de la Renaissance, blonde et opulente, afin d'accentuer son aspect ridicule. Son pianiste et accompagnateur, Igor Wagner, est à ses côtés dans la voiture, mais il n'est pas nommé et ne parle pas. C'est aussi le cas de Mme Pinson, la concierge de Tintin, qui apparaît brièvement dans une planche.

### Lieux visités

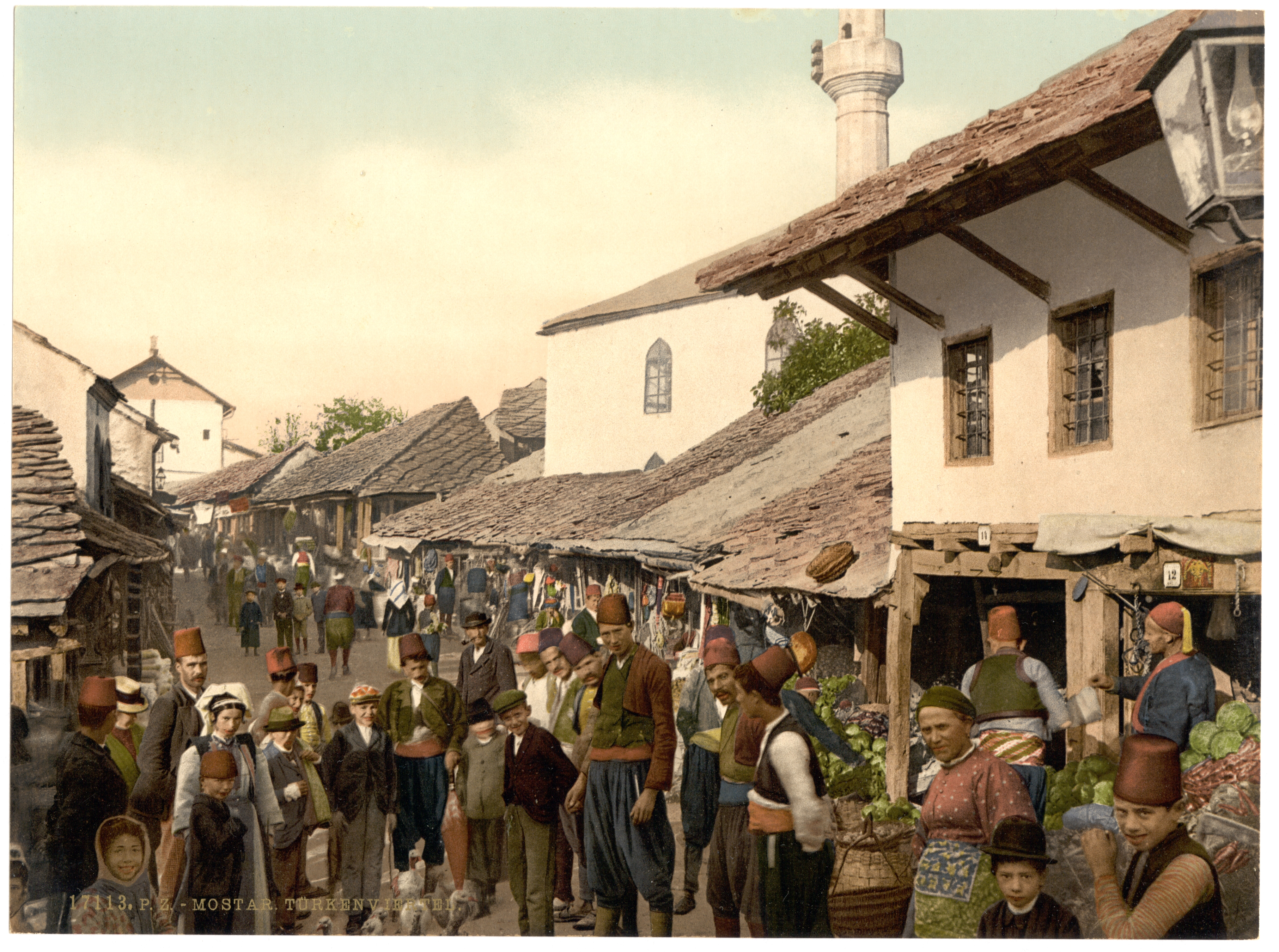
Les villages et paysages syldaves sont inspirés de ceux des Balkans au début du XXe siècle.

La majeure partie de l'intrigue se déroule en Syldavie, un pays imaginaire qui fait là sa première apparition dans Les Aventures de Tintin. Dans la 7e planche, Tintin apprend en lisant une encyclopédie qu'il s'agit d'un des États de la péninsule des Balkans. Plus loin, le héros consulte une brochure touristique dans l'avion qui le conduit, en compagnie du professeur Halambique, jusqu'à Prague. De nombreux détails historiques, géographiques ou culturels y sont donnés pour permettre au lecteur de mieux connaître cet État surnommé le « royaume du Pélican noir ». Il y est indiqué que la Syldavie est un petit pays d'Europe orientale, ayant subi au cours de son histoire l'invasion des Slaves puis des Turcs. Il s'agit d'un État difficile d'accès et relativement peu développé, quoique doté de richesses naturelles d'après cette même brochure. Chutant de son avion, Tintin atterrit dans un char à bœuf rempli de paille, puis est convoyé dans une petite carriole paysanne, qui est le moyen de transport le plus utilisé par la population locale. Hergé confère ainsi une certaine lenteur à la logistique syldave, qui s'oppose à la puissante voiture étrangère de Bianca Castafiore ou à celle du roi. Peuplé de 642 000 habitants, ce petit État dont la capitale est Klow, possède au sud une façade maritime. Les paysages dessinés par Hergé sont caractéristiques des paysages montagneux et des villages des Balkans. Malgré ces quelques indications, la localisation précise de la Syldavie demeure une énigme et suscite le débat au sein de la communauté tintinophile depuis sa première apparition.
Auparavant, le premier temps de l'intrigue se déroule à Bruxelles, mais les principaux lieux évoqués sont inventés par Hergé : c'est le cas du domicile du professeur Halambique, situé au no 24 de la rue du Vol à Voile, où Tintin se rend dès la première planche, ou du « Klow », le restaurant syldave où le héros déjeune.
Ensuite, l'avion qui conduit Tintin et le professeur en Syldavie fait une première escale à Francfort, puis une autre à Prague. Vers la fin de l'album, alors qu'il vient de prendre possession du sceptre d'Ottokar aux dépens des conspirateurs, Tintin franchit la frontière bordure, pour y trouver de la nourriture et s'emparer d'un avion militaire qui lui permettra de rejoindre Klow. Dans les deux dernières planches, Tintin et les Dupondt sont à bord d'un hydravion qui « assure la liaison régulière Douma-Marseille ». L'album s'achève sur une scène cocasse qui voit les deux détectives tomber à la mer alors que l'hydravion vient d'amerrir,.

## Création de l'œuvre

### Contexte d'écriture

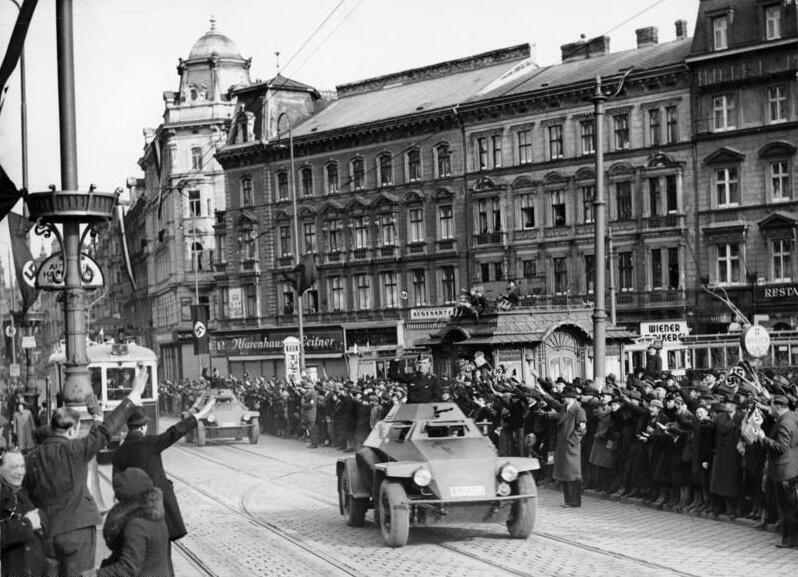
L'arrivée des unités blindées allemandes à Vienne lors de l'Anschluss en mars 1938.

L'écriture du Sceptre d'Ottokar est fortement influencée par le contexte géopolitique européen de la fin des années 1930. Quand Hergé en débute la rédaction, « les signes annonciateurs du second conflit mondial sont […] innombrables. Et ce sont eux que l'auteur va prendre comme point de départ de sa fiction », comme le souligne Benoît Peeters. Après Le Lotus bleu, qui relate les tensions entre Chinois et Japonais à l'époque de l'invasion de la Mandchourie, c'est la deuxième fois qu'Hergé choisit de placer son récit en phase « avec l'Histoire en train de se faire ».
De l'aveu même de son auteur, Le Sceptre d'Ottokar est le récit d'un Anschluss raté,,. Quand débute la parution des premières planches dans Le Petit Vingtième, en août 1938, le sujet est on ne peut plus actuel : au mois de mars précédent, l'Autriche est annexée par l'Allemagne nazie. Les événements s'accélèrent tout au long de la publication du récit : la crise des Sudètes secoue l'Europe à la fin du mois de septembre suivant, tandis que l'invasion de l'Albanie par l'Italie fasciste débute en avril 1939. La publication des dernières planches de l'aventure s'achève même quelques jours avant le déclenchement de la Seconde Guerre mondiale. À cela s'ajoute, quelques mois auparavant, en 1938, le coup d'État du roi Carol II de Roumanie qui installe un pouvoir autoritaire. Ainsi, selon Marc Angenot, « Le Sceptre d'Ottokar est le récit uchronique d'une tentative d'Anschluss d'un paisible royaume des Balkans par la fasciste Bordurie voisine ».
Conscient que cette actualité peut porter le succès de son nouveau récit, Hergé adresse une lettre à son éditeur le 12 juin 1939, le pressant de publier l'album dans les meilleurs délais : « La Syldavie, c'est l'Albanie. Il se prépare une annexion en règle. Si l'on veut profiter du bénéfice de cette actualité, c'est le moment ou jamais. »

### Écriture du scénario
Dans ses entretiens avec l'écrivain Numa Sadoul, Hergé confie qu'un ami lui a donné l'idée de cette histoire, probablement Philippe Gérard, son ancien camarade de classe du collège Saint-Boniface, d'après les recherches de Benoît Peeters. La première ébauche de scénario consignée par Hergé dans ses carnets préparatoires est bien différente de ce que deviendra finalement Le Sceptre d'Ottokar. Elle mêle en réalité des éléments du scénario final avec d'autres qui figureront dans le scénario de L'Étoile mystérieuse quelques années plus tard : c'est pour la possession d'un métal rare et très léger, le « callistène », qui permettrait de révolutionner les méthodes de guerre, que deux pays s'affrontent. À la mort du roi de « Syldurie » le trône est revendiqué par un prétendant en exil soutenu par les puissances centrales qui veulent s'accaparer le métal précieux, tandis que le neveu du défunt roi fait valoir ses droits en prenant possession du sceptre royal. Dès cette première esquisse, l'objet figure donc au centre d'une intrigue qui doit s'articuler autour de son vol. Dans ses notes, Hergé envisage également de dépeindre une « bande internationale d'anarchistes faisant sauter l'un après l'autre tous les grands bâtiments d'Europe ».
Sous l'influence des événements politiques en cours, l'écriture du scénario glisse finalement vers la transposition de l'Anschluss, la quête du sceptre s'accordant à une tentative d'annexion.

## Sources d'inspiration et références

### Sources d'inspiration

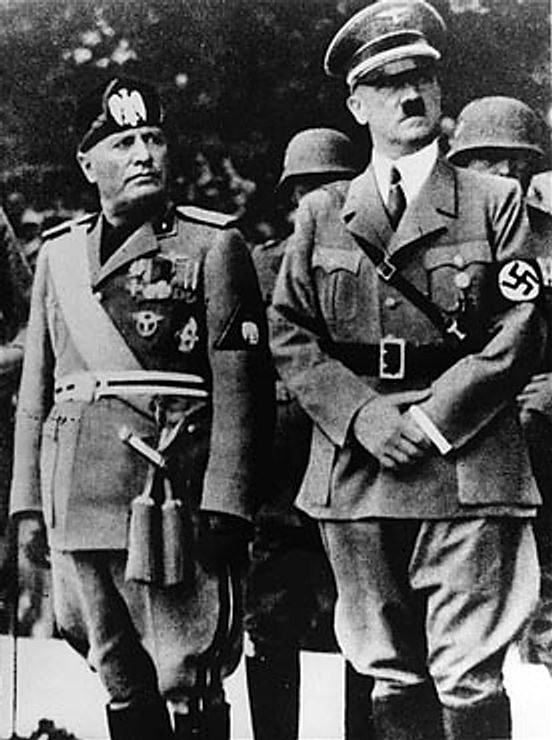
Benito Mussolini et Adolf Hitler.

« Hergé a tout mélangé, avec talent, pour donner à la fois une impression de réel et une sensation de dépaysement. »

— Jacques Hiron

#### Régimes totalitaires européens
L'actualité européenne de la fin des années 1930 influence l'écriture du scénario du Sceptre d'Ottokar. Dans son récit, Hergé « transpose et dénonce l'Anschluss dont l'Autriche vient d'être victime », et de nombreux éléments et personnages de l'intrigue sont inspirés de faits réels. Ce n'est pas un hasard si le complice syldave des Bordures, et réel instigateur du complot, est dénommé Müsstler : son patronyme est un mot-valise construit sur les noms des dictateurs italien et allemand Benito Mussolini et Adolf Hitler, mais il fait également écho aux dirigeants fascistes britannique Oswald Mosley et néerlandais Anton Mussert. Son parti, la Garde d'acier, qui regroupe l'ensemble des conspirateurs syldaves, est une copie de la Garde de fer, un mouvement fasciste et nationaliste roumain des années 1930. Dodo Niță, traducteur de plusieurs aventures de Tintin en langue roumaine, relève même une ressemblance entre le piège tendu à Tintin, visant à l'exécuter lors d'une tentative d'évasion, et les circonstances de l'assassinat du chef de ce parti, Corneliu Codreanu, en novembre 1938.

#### Œuvres littéraires

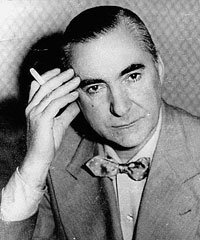
L'essai La Technique du coup d'État de Curzio Malaparte influence l'écriture du scénario du Sceptre d'Ottokar.

Hergé avoue s'être inspiré d'un essai de l'écrivain italien Curzio Malaparte, La Technique du coup d'État, pour écrire son scénario. Dans ce livre paru en 1931 l'auteur démontre qu'il suffit d'occuper certains centres stratégiques d'un pays pour s'emparer du pouvoir, et de fait c'est la méthode qu'ont prévu d'employer les conspirateurs dans cette nouvelle aventure. Par ailleurs, de nombreux éléments de décor permettent d'identifier les Bordures aux nazis. C'est le cas notamment de leur aviation militaire : dans la première version parue en 1939, la marque du constructeur Heinkel est clairement inscrite sur l'avion dérobé par Tintin aux Bordures, comme le fait sèchement remarquer à Hergé un officier-censeur allemand pendant la guerre, tandis que la peinture de son empennage évoque visiblement le brassard nazi. Dans la version datant de 1947, Tintin s'empare finalement d'un chasseur Messerschmitt Bf 109,.
Toutefois, Hergé ne se contente pas de copier l'actualité, il la « transpose en n'en conservant que la substance », et comme il l'avait fait pour L'Oreille cassée il situe le cadre de son récit dans un pays imaginaire. Bien loin des « représentations mythologiques » de pays réels de ses premières aventures, il parvient à décrire de façon réaliste un pays inventé de manière à « condenser et simplifier l'essentiel des problèmes qui déchirent alors le continent européen ». La Syldavie, petit royaume dont les traditions séculaires sont préservées, est imprégnée de références littéraires. Hergé la définit comme un État de la péninsule balkanique et fait ainsi référence au recueil de reportages d'Albert Londres, Les Comitadjis ou le terrorisme dans les Balkans, publié en 1932. De même, l'ambiance de l'histoire évoque celle de La Veuve joyeuse, une opérette autrichienne de Franz Lehár créée au début du XXe siècle et adaptée au cinéma par Erich von Stroheim en 1925 et Ernst Lubitsch en 1934.
Dans un article d'un numéro spécial des Cahiers de la bande dessinée consacré à Hergé en 1973, Georges Laurenceau attribue la création des noms de la Syldavie et de la Bordurie à la lecture par Hergé d'un article du mathématicien Lewis Fry Richardson paru en 1937 dans le British Journal of Psychology. Le scientifique y évoquerait un conflit hypothétique entre le petit royaume de Syldavia et son puissant voisin annexionniste, Borduria. Les recherches de Benoît Peeters ont cependant montré que cet article, intitulé « Generalized Foreign Polictics : a study in group psychology », est en réalité paru en 1939 et ne fait pas mention de ces deux États théoriques.

#### La Syldavie
Pour composer son petit État, Hergé emprunte à plusieurs pays réels. Dans une lettre adressée à un lecteur datée du mois d'octobre 1978, il reconnaît s'être inspiré des pays balkaniques pour forger l'identité de son royaume. Ainsi les armoiries syldaves rappellent celles du Monténégro, l'aigle à deux têtes monténégrine cédant la place au pélican syldave, tout comme son drapeau, composé d'un pélican noir sur fond jaune, est proche du drapeau albanais, composé d'une aigle bicéphale noir sur fond rouge,. Pour autant, l'Europe centrale ne peut être exclue des sources d'inspiration de l'auteur : le philologue Rainier Grutman voit dans le pélican syldave un rappel de l'aigle bicéphale des Habsbourg. L'histoire de la Syldavie est d'ailleurs empreinte de l'histoire de l'Europe centrale : le nom des souverains syldaves, Ottokar, est emprunté à deux rois de Bohême, Ottokar Ier et Ottokar II, qui ont régné au XIIIe siècle. Hergé le souligne lui-même dans la brochure touristique consultée par Tintin,.

Armoiries du Monténégro.
Drapeau albanais.

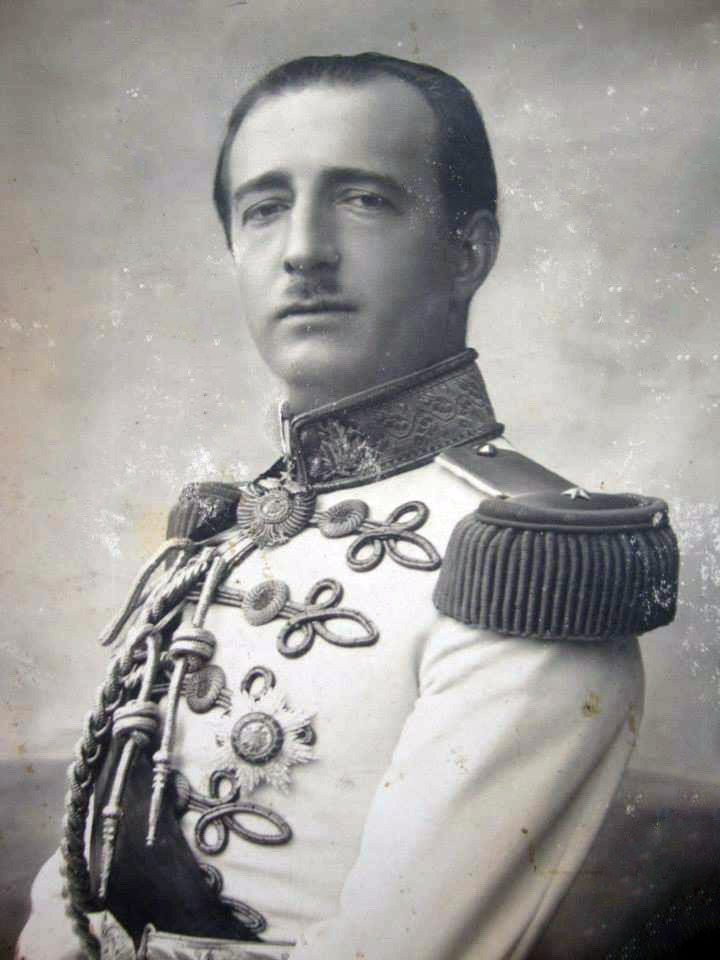
Zog Ier, roi d'Albanie, l'un des sosies crédibles de Muskar XII.

De nombreux spécialistes de l'œuvre d'Hergé, comme Pierre Assouline ou Philippe Goddin, relèvent également la ressemblance physique entre le personnage de Muskar XII, roi de Syldavie, et le souverain Zog Ier, qui a régné sur l'Albanie de 1928 à 1939, avant l'annexion de cele-ci par l'Italie fasciste de Mussolini. D'autres tintinologues, comme Yves Horeau, estiment que « les uniformes, les casquettes et les moustaches sont communs à trop de jeunes souverains ou prétendants d'avant-guerre » pour que l'on puisse confirmer une quelconque inspiration particulière. Il cite ainsi le cas d'Otto de Habsbourg, le fils de l'empereur d'Autriche Charles Ier, dont une photographie prise en grande tenue à Bruxelles en 1932 se rapproche du portrait de Muskar XII inséré par Hergé dans la brochure touristique consultée par Tintin dans l'avion qui le conduit en Syldavie. Alors qu'Yves Horeau cite également Boris III, roi des Bulgares, comme source d'inspiration potentielle pour dresser le portrait de Muskar XII, Tristan Savin évoque Alexandre Ier ou Alphonse XIII, roi d'Espagne, tandis que Dodo Niță avance le nom d'Alexandre Jean Cuza, prince souverain de Roumanie dans la seconde moitié du XIXe siècle. Yves Horeau rappelle également la ressemblance entre Muskar XII et l'acteur Ronald Colman, qui interprète le rôle du roi Rudolf V de Ruritanie dans Le Prisonnier de Zenda, un film de 1937 dont l'intrigue est similaire à celle du Sceptre d'Ottokar.

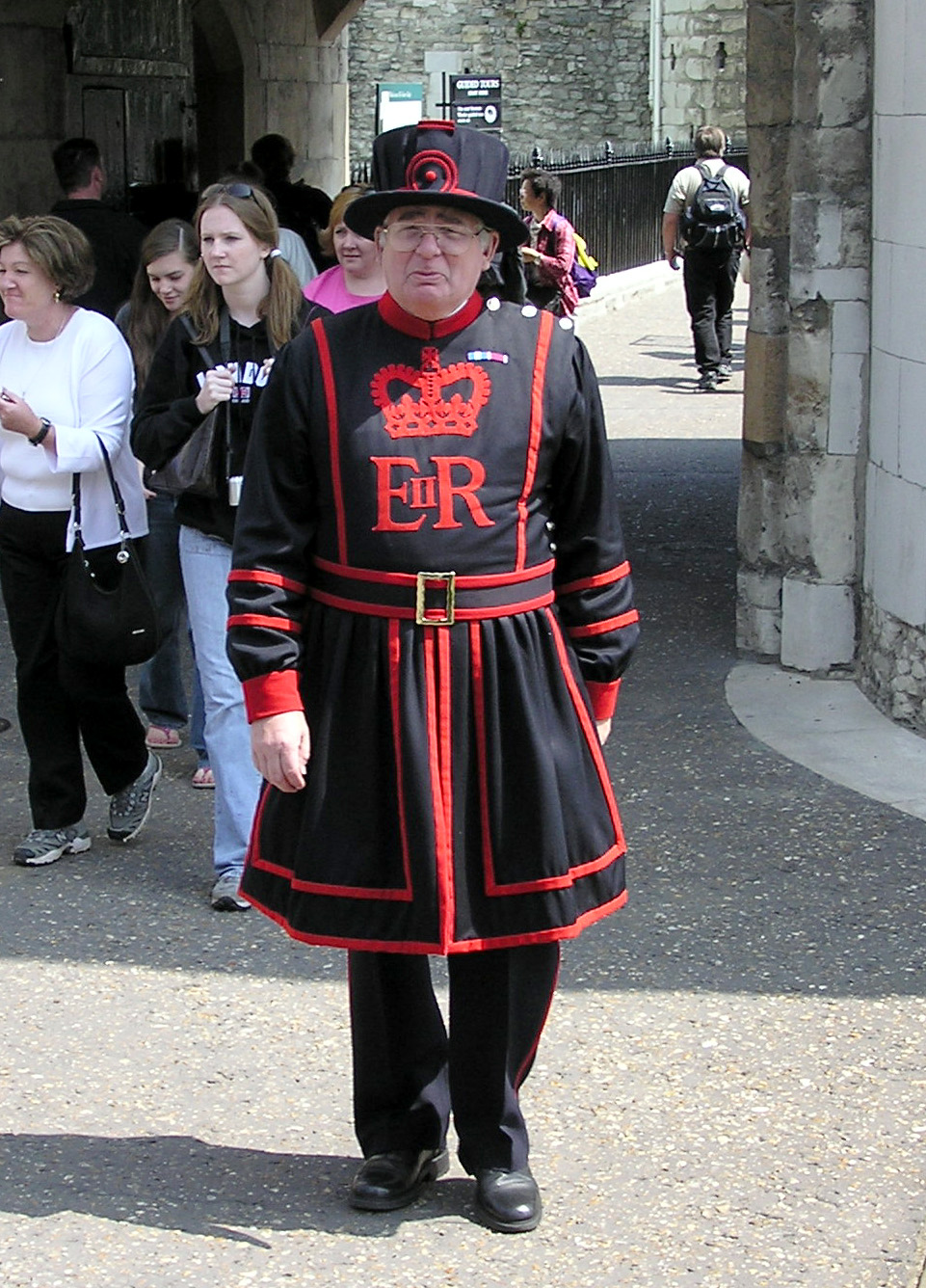
Le costume des beefeaters inspire celui des gardes syldaves dans la première parution.

Tout au long de son album, Hergé entoure la cour syldave d'un faste et d'un décorum qui ne sont pas sans rappeler ceux de la cour viennoise et des autres monarchies européennes. Ainsi, la silhouette du palais royal de Klow est inspirée du palais royal de Bruxelles,, tandis que sa grille d'entrée semble être une copie de celle du palais de Buckingham. Le carrosse dans lequel Muskar XII défile à la fin de l'album est semblable à celui du couronnement de George VI, tandis que dans la première édition du Sceptre d'Ottokar les gardes syldaves du château Kropow sont vêtus du même costume d'apparat que celui des gardiens de la Tour de Londres, les Beefeaters. Le costume sera « balkanisé » par Jacobs en 1946,.

#### Documentation

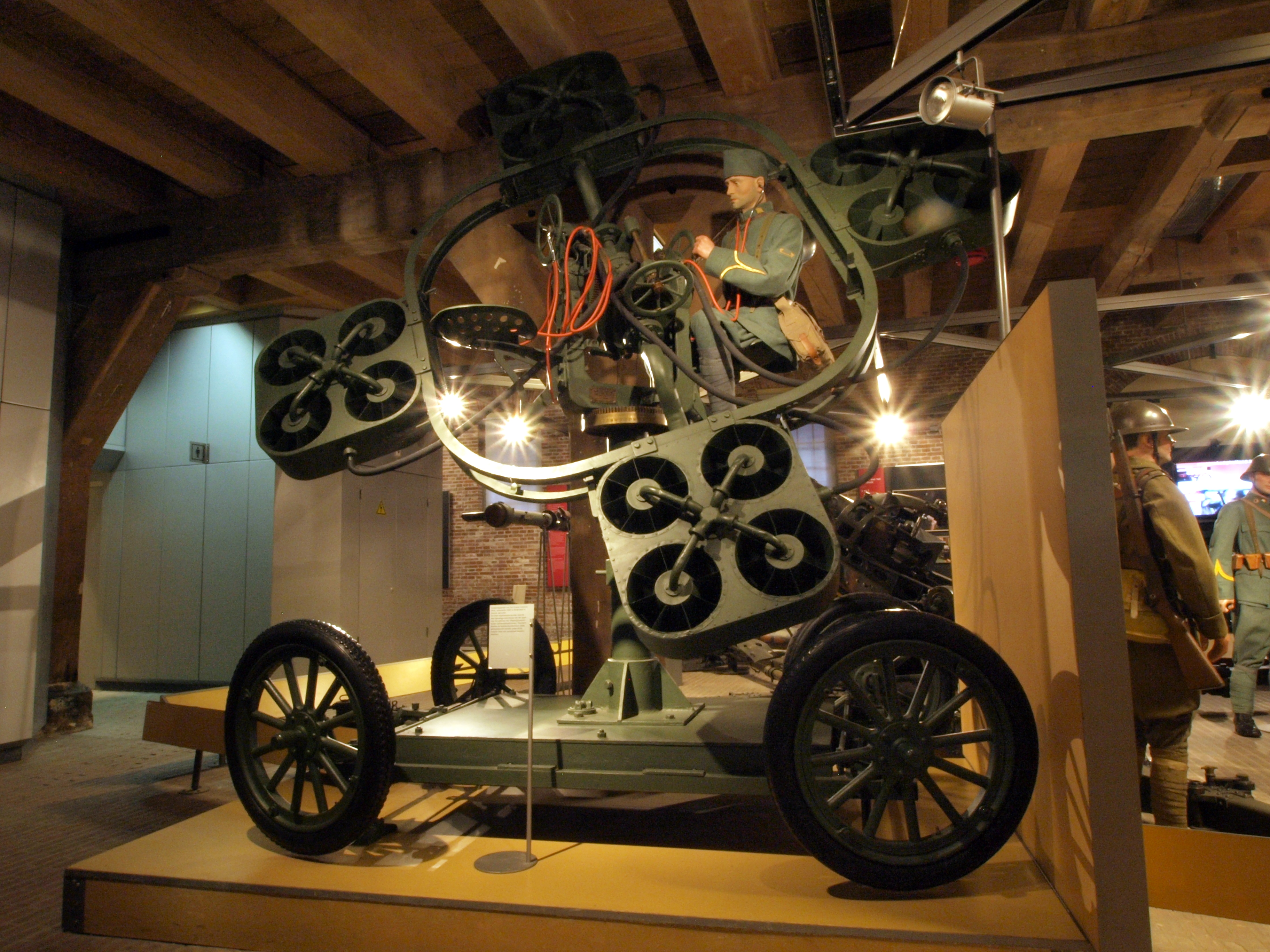
Un aérophone semblable à celui reproduit par Hergé dans l'album.

Depuis la conception du Lotus bleu, Hergé prend soin de s'appuyer sur une documentation fournie afin d'apporter plus de réalisme à ses albums. Ainsi, les différents avions empruntés par Tintin ou les autres personnages de l'histoire du Sceptre d'Ottokar sont des copies plutôt fidèles de modèles existants. À titre d'exemple, si l'aspect général du modèle Lioré et Olivier LeO H-242 est conservé pour dessiner l'hydravion que Tintin et les Dupondt empruntent à la fin de l'album, Hergé y ajoute une porte latérale pour les besoins du récit, notamment le gag de la chute à la mer des deux détectives.
L'aérophone employé par les deux militaires syldaves qui détectent la position de l'avion de Tintin s'inspire des myriaphones inventés par Jean Perrin lors de la Première Guerre mondiale.
De même, la sigillographie, une discipline largement méconnue bien qu'étant une science auxiliaire de l'histoire, tient une place importante dans l'intrigue. Elle a pour objet l'étude des sceaux. Dans la deuxième planche de l'édition couleur, le professeur Halambique fait découvrir à Tintin sa collection, qui se compose notamment des sceaux de Charlemagne, de Saint Louis, du Doge de Venise Gradenigo, d'une bague à intaille de l'époque mérovingienne et, bien sûr, du sceau d'Ottokar IV, roi de Syldavie. Le dessin d'Hergé s'inspire alors d'une planche du Larousse pour tous consacrée à cette discipline.

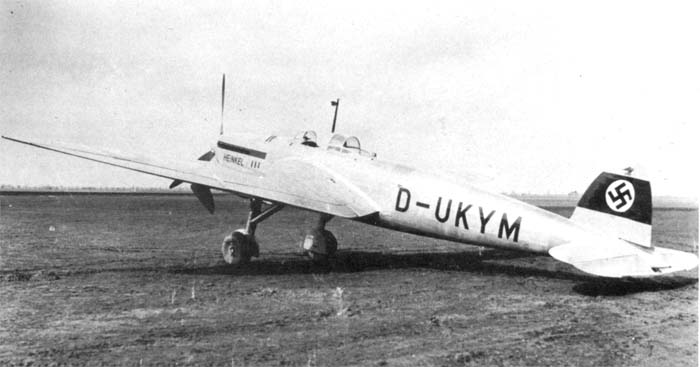
Heinkel He 118 que pilote Tintin dans Le Sceptre d'Ottokar, dans la première version de l'album
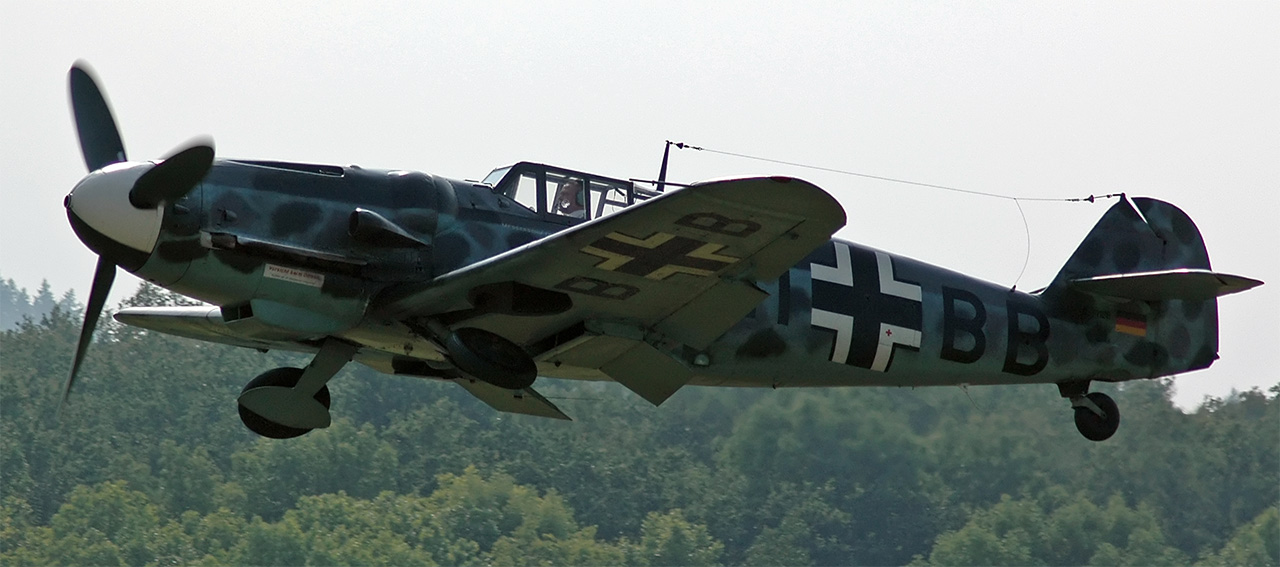
Messerschmitt Bf 109 reproduit dans la version en couleurs de 1947.
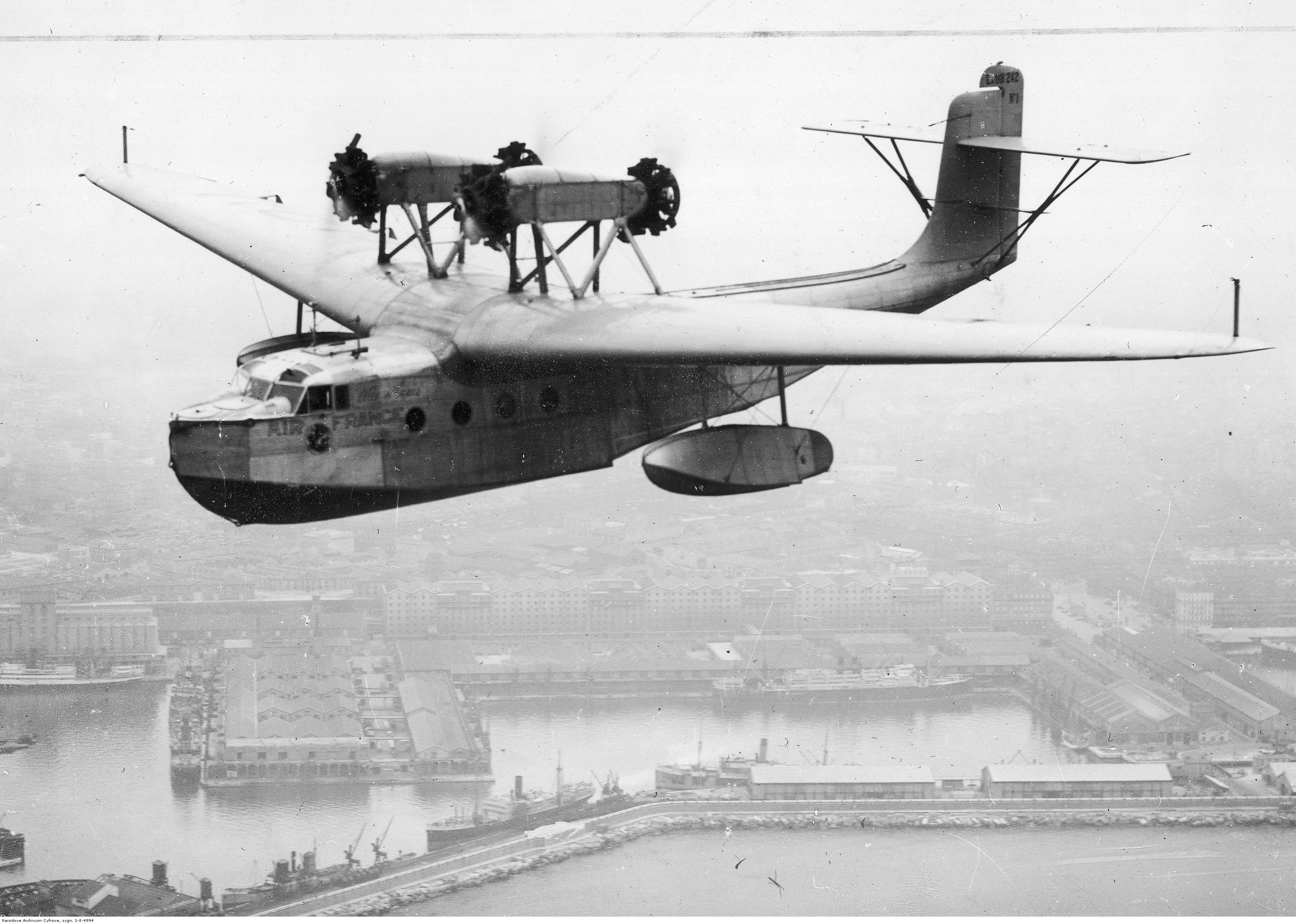
Hydravion Lioré et Olivier LeO H-242 utilisé pour le retour à Marseille, à la fin de l'aventure.

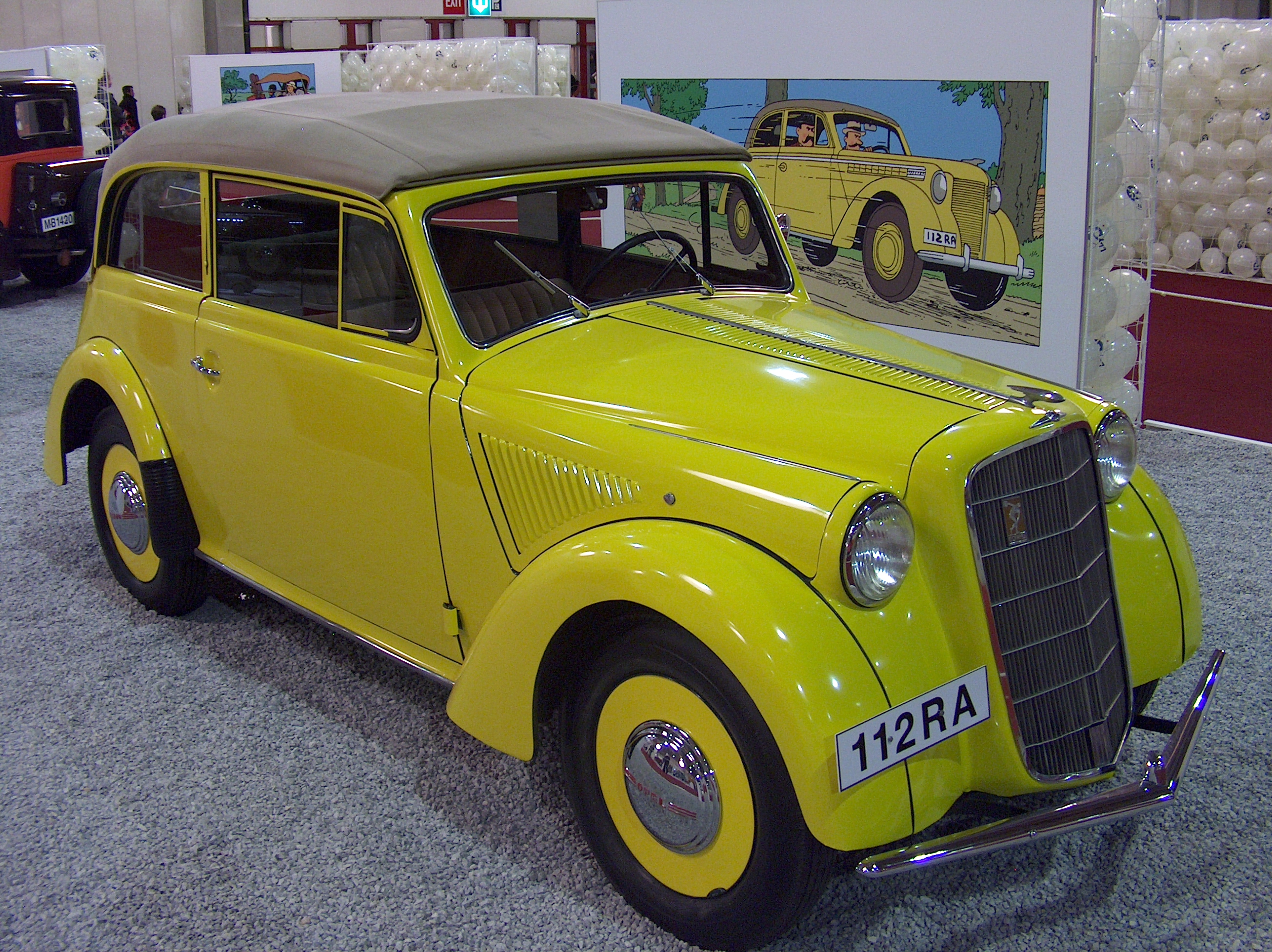
L'Opel Olympia des espions syldaves.

Le professeur Halambique pourrait être inspiré par Auguste Piccard, personnage ayant ensuite servi d'inspiration à Hergé pour le professeur Tournesol. Comme Halambique, Piccard avait un frère jumeau, Jean Piccard. Enfin, parmi les nombreuses automobiles dessinées dans l'album, l'une d'elles est la même que celle qu'Hergé possédait à l'époque de l'écriture de l'aventure : il s'agit de l'Opel Olympia, cabriolet des espions syldaves que Tintin poursuit à moto au début de l'aventure.

### Apparitions et clins d'œil

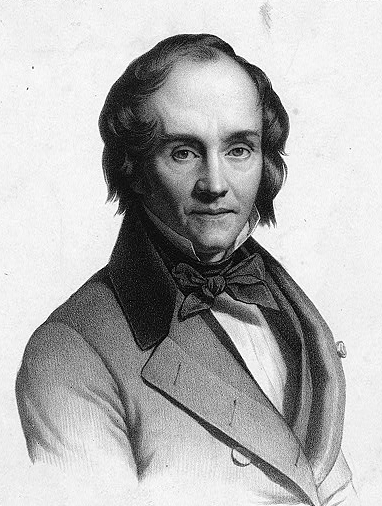
Casimir Delavigne, dont un poème est repris par les Dupondt dans l'album.

### Prépublication et première édition en album

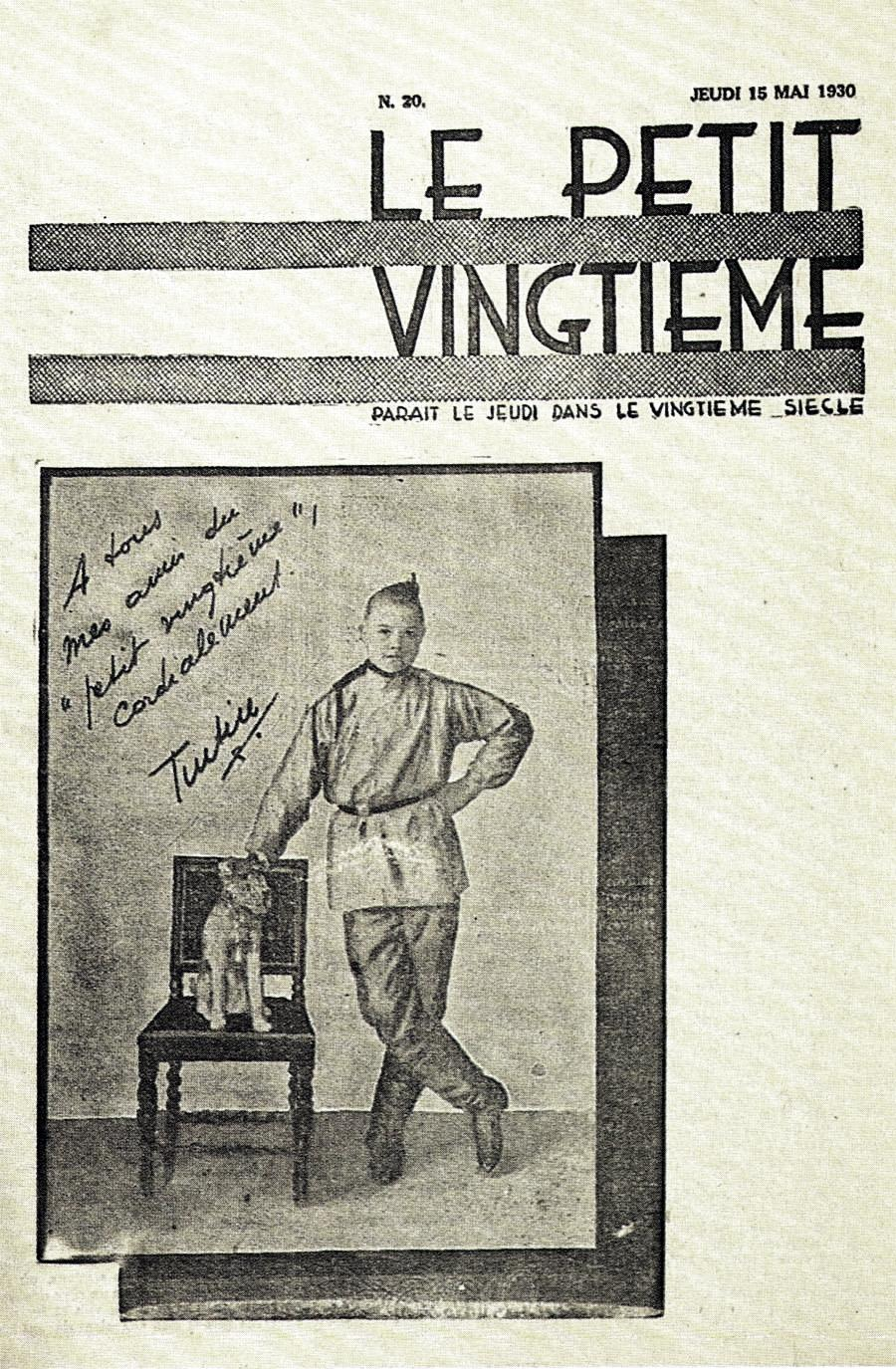
Le Petit Vingtième assure la première publication du Sceptre d'Ottokar.

### Style graphique

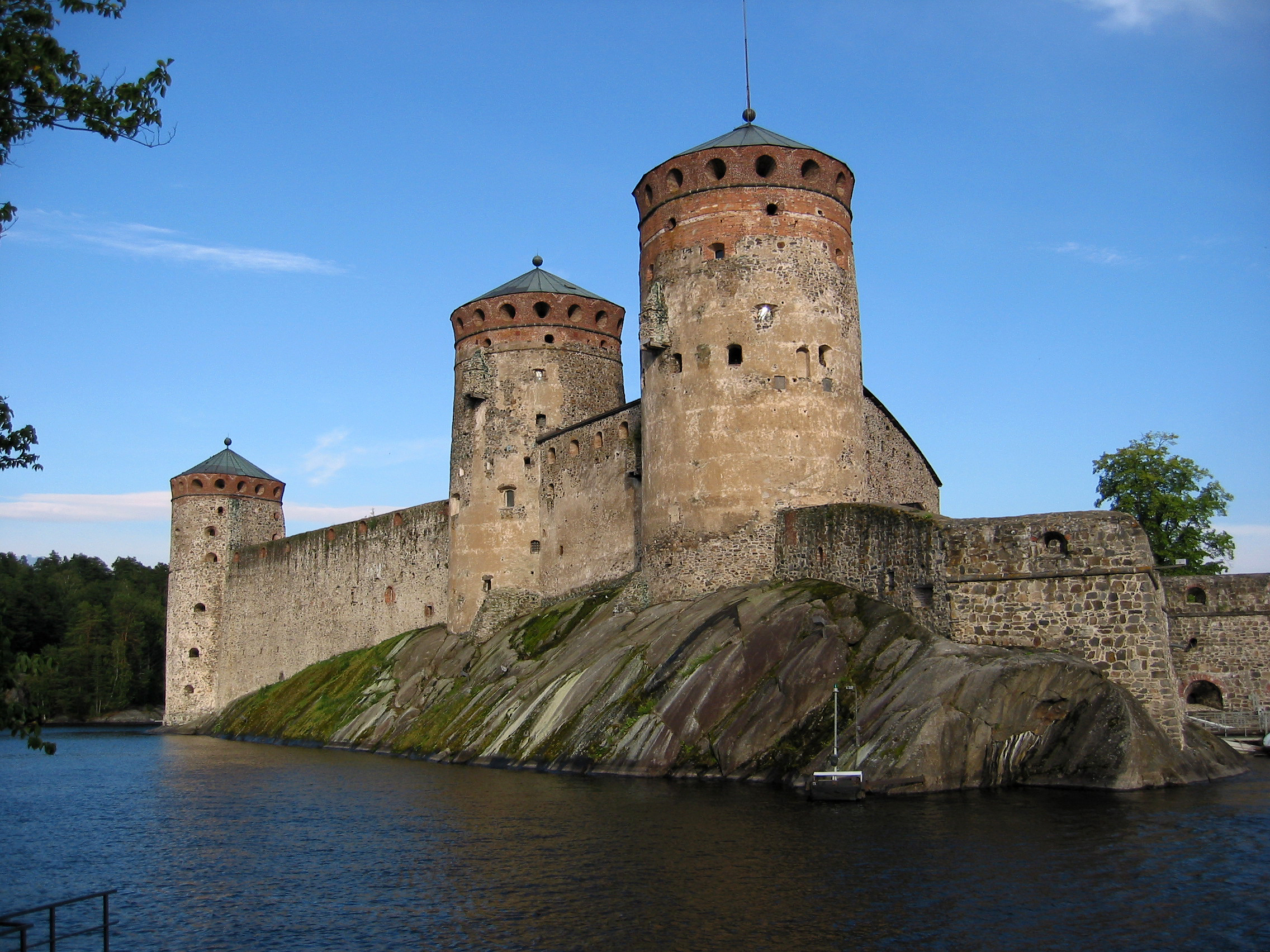
Le château d'Olavinlinna a inspiré celui de Kropow dans la première version de l'aventure.

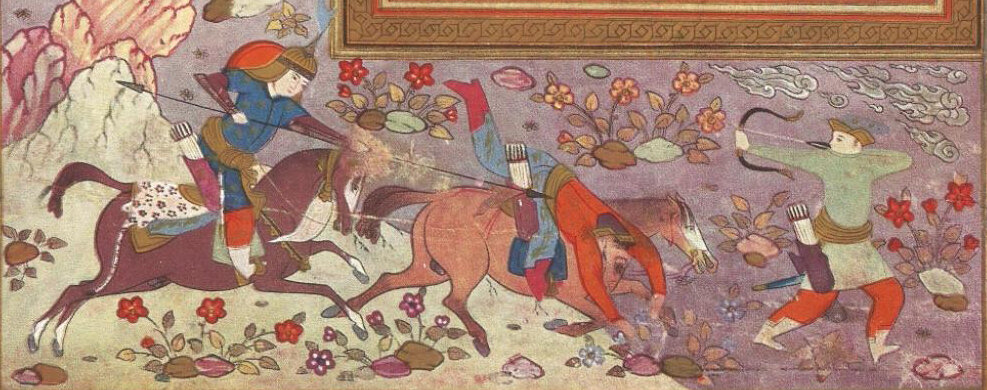
Dans l'enluminure de la bataille de Zileheroum, Hergé reprend des éléments de cette miniature persane de la fin du XVIe siècle, publiée dans un numéro de L'Illustration en 1930.

#### Une aventure inscrite dans l'Histoire

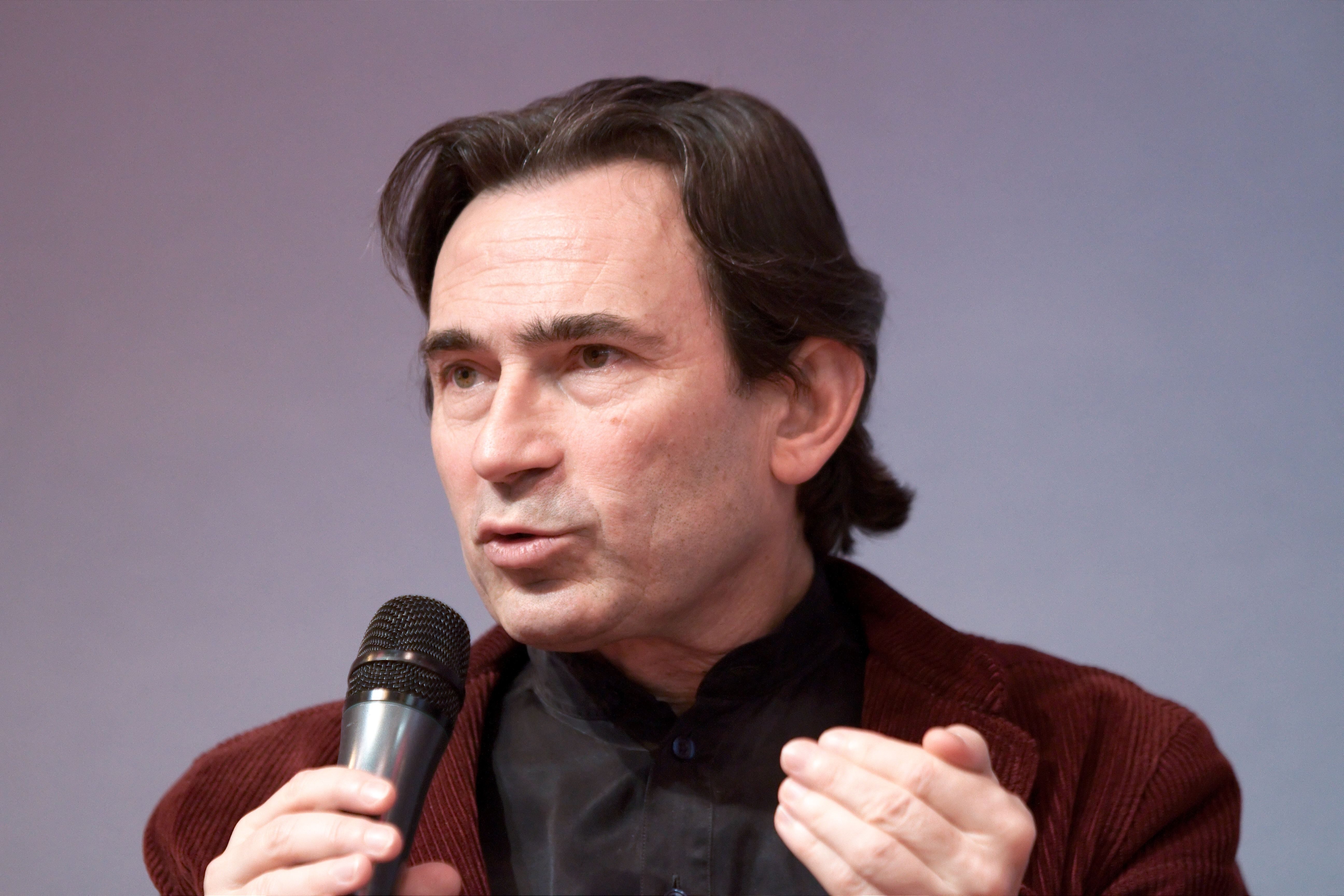
Benoît Peeters voit dans la Syldavie une métaphore de la monarchie belge.

#### Portée philosophique

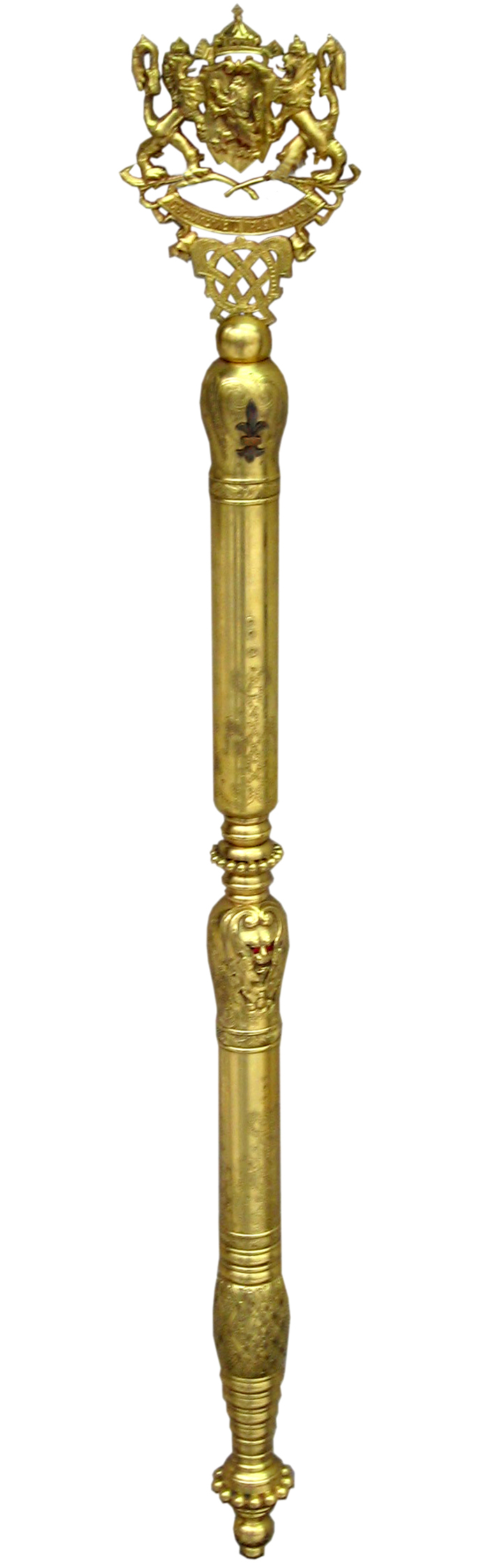
Le sceptre (ici celui du roi des Bulgares Boris III) est le symbole du pouvoir royal.